# Stenohya kashmirensis
Stenohya kashmirensis es una especie de arácnido del orden Pseudoscorpionida de la familia Neobisiidae.

## Distribución geográfica
Se encuentra en la India.